# Temporada 1988 del Campeonato de Galicia de Rally
La temporada 1988 fue la edición 10º del Campeonato de Galicia de Rally. Comenzó el 28 de febrero en el Rally de Vigo y terminó el 27 de noviembre en el Rally de La Coruña.

## Calendario
| N.º | Fecha              | Rally                       | Resultados |
| --- | ------------------ | --------------------------- | ---------- |
| 1   | 28 de febrero      | 1.º Rally de Vigo           | Resultados |
| 2   | 26 de marzo        | 4.º Rally Botafumeiro       | Resultados |
| 3   | 23 de abril        | 5.º Rally de Noia           | Resultados |
| 4   | 29 de mayo         | 22.º Rally do Lacón         | Resultados |
| 5   | 17-19 de junio     | 21.º Rally de Ourense       | Resultados |
| 6   | 30-31 de julio     | 6.º Rally Ciudad de Cristal | Resultados |
| 7   | 12-14 de agosto    | 24.º Rally Rías Baixas      | Resultados |
| 8   | 3-4 de septiembre  | 20.º Rally de Ferrol        | Resultados |
| 9   | 26-27 de noviembre | 17.º Rally de La Coruña     | Resultados |

## Clasificación
| Pos. | Piloto                     | 1 VIG | 2 BOT | 3 NOI | 4 LAC | 5 OUR | 6 CRI | 7 RBX | 8 FER | 9 COR |
| ---- | -------------------------- | ----- | ----- | ----- | ----- | ----- | ----- | ----- | ----- | ----- |
| 1.   | Alfonso Pavón              | Ret   | 2     |       | 3     | 5     | 2     | Ret   | Ret   | 4     |
| 2.   | Juan Luis Álvarez Paradela | 1     | Ret   | 3     | 4     | 6     | 4     | 12    | 3     | 5     |
| 3.   | Manuel Senra               | 3     | 3     | 2     | 5     | 8     | 3     | Ret   | 4     | 3     |
|      | Antonio Trelles            | 5     | Ret   | 4     | 6     | 10    |       | 17    | 5     | 6     |
|      | «Cleherc II»               |       |       | 1     | 2     | 4     |       | Ret   | 1     |       |
|      | Lino Otero                 | 2     | 7     |       |       |       | Ret   | Ret   |       | 2     |
|      | Marc Etchebers             |       | 1     |       |       | 2     | 1     |       |       |       |
|      | Carlos Piñeiro             |       |       |       | 1     | Ret   | Ret   | 2     | Ret   |       |
|      | Germán Castrillón          |       |       |       |       |       |       | 6     | 2     | 1     |
|      | Gustavo Piñeiro            | 4     |       | 5     |       | 10    |       | 8     |       |       |
|      | Arturo Rial                |       | 4     | Ret   |       |       |       |       | 6     | Ret   |